# Paraplastis hampsoni
Paraplastis hampsoni är en fjärilsart som beskrevs av Swinhoe 1889. Paraplastis hampsoni ingår i släktet Paraplastis och familjen björnspinnare. Inga underarter finns listade i Catalogue of Life.